# Godyris cleonica
Godyris cleonica är en fjärilsart som beskrevs av William Chapman Hewitson 1869. Godyris cleonica ingår i släktet Godyris och familjen praktfjärilar. Inga underarter finns listade i Catalogue of Life.